# Arealstatistik der Schweiz
Die vom Bundesamtes für Statistik erstellte Arealstatistik der Schweiz gibt Auskunft über die Bodennutzung und -bedeckung in der Schweiz und darüber, wie sich die Landschaft im Laufe der letzten Jahrzehnte verändert hat.
Die Daten basieren auf hochaufgelösten Luftbildern, die das ganze Territorium der Schweiz abdecken und die vom Bundesamtes für Landestopographie (swisstopo) zur Verfügung gestellt werden. Den Luftbildern wird ein Raster mit 4,1 Mio. Stichprobenpunkten im Abstand von je 100 Metern überlagert. Für jeden dieser Punkte wird die Bodennutzung und -bedeckung gemäss genau definierten Kategorien bestimmt. Dies geschieht per visueller Interpretation am 3D-Bildschirm.
Erfasst wird die Gesamtfläche der Schweiz auf den Ebenen Schweiz, Kantone, Bezirke, Gemeinden und Hektaren sowie beliebigen Raumeinheiten. Die Erfassungsmerkmale werden in 72 Kategorien zur Bodennutzung und Bodenbedeckung in den Bereichen Siedlung (Gebäude- & Industrieareal, Verkehrsflächen, Erholungsanlagen, Abbau, Deponie, Baustellen), Landwirtschaft (Ackerland, Wiesen, Weiden, Obstbau, Reb- & Gartenbau), bestockte Flächen (Wald, Gebüschwald, Gehölze) und unproduktive Flächen (Gewässer, unproduktive Vegetation, Fels, Sand, Geröll, Gletscher, Firn) unterteilt.
Bisher wurden vier Erhebungen durchgeführt, welche auf den Luftbildern von 1979/85, 1992/97, 2004/09 und 2013/18 beruhen. Diese methodisch einheitlichen Arealstatistiken bilden eine solide statistische Grundlage, um Phänomene und Trends des Landnutzungswandels und der Landschaftstransformation in der Schweiz qualitativ und quantitativ zu beschreiben und zielgerichtet auf unterschiedlichste Fragestellungen zu analysieren.
Nebst Statistiken stellt die Arealstatistik auch Geobasisdaten in Hektarauflösung für Geographische Informationssysteme (GIS) des Bundes, der Kantone, der Forschungsanstalten  und Hochschulen bereit. Außerdem liefert sie Inputs für nationale Programme, wie beispielsweise das Biodiversitätsmonitoring Schweiz, und das Indikatorensystem MONET 2030.
Bei der nächsten Erhebung der Arealstatistik (2020/25) werden neue Technologien eingesetzt. Mit Hilfe von Fachleuten der Universität Neuenburg und der Fachhochschule Nordwestschweiz wurde ein neues, auf künstlicher Intelligenz basierendes Instrument entwickelt, das die Luftbildinterpretation teilweise automatisiert. Es handelt sich dabei um die erste Verwendung einer datenwissenschaftlichen Technologie in der öffentlichen Statistik der Schweiz.
Die Arealstatistik der Schweiz erzeugt nicht nur statistische Daten, sondern sie dokumentiert auch Landschaftsveränderungen. Das Bundesamt für Statistik machte gut 1500 Bildvergleiche auf dem Geoportal des Bundes einer breiten Öffentlichkeit zugänglich.